# Damarchus excavatus
Damarchus excavatus är en spindelart som beskrevs av Gravely 1921. Damarchus excavatus ingår i släktet Damarchus och familjen Nemesiidae. Inga underarter finns listade i Catalogue of Life.